# Station Southminster
Southminster is een spoorwegstation van National Rail in Southminster, Maldon in Engeland. Het station is eigendom van Network Rail en wordt beheerd door Greater Anglia. Het station is geopend in 1889.